# M/S Tampa

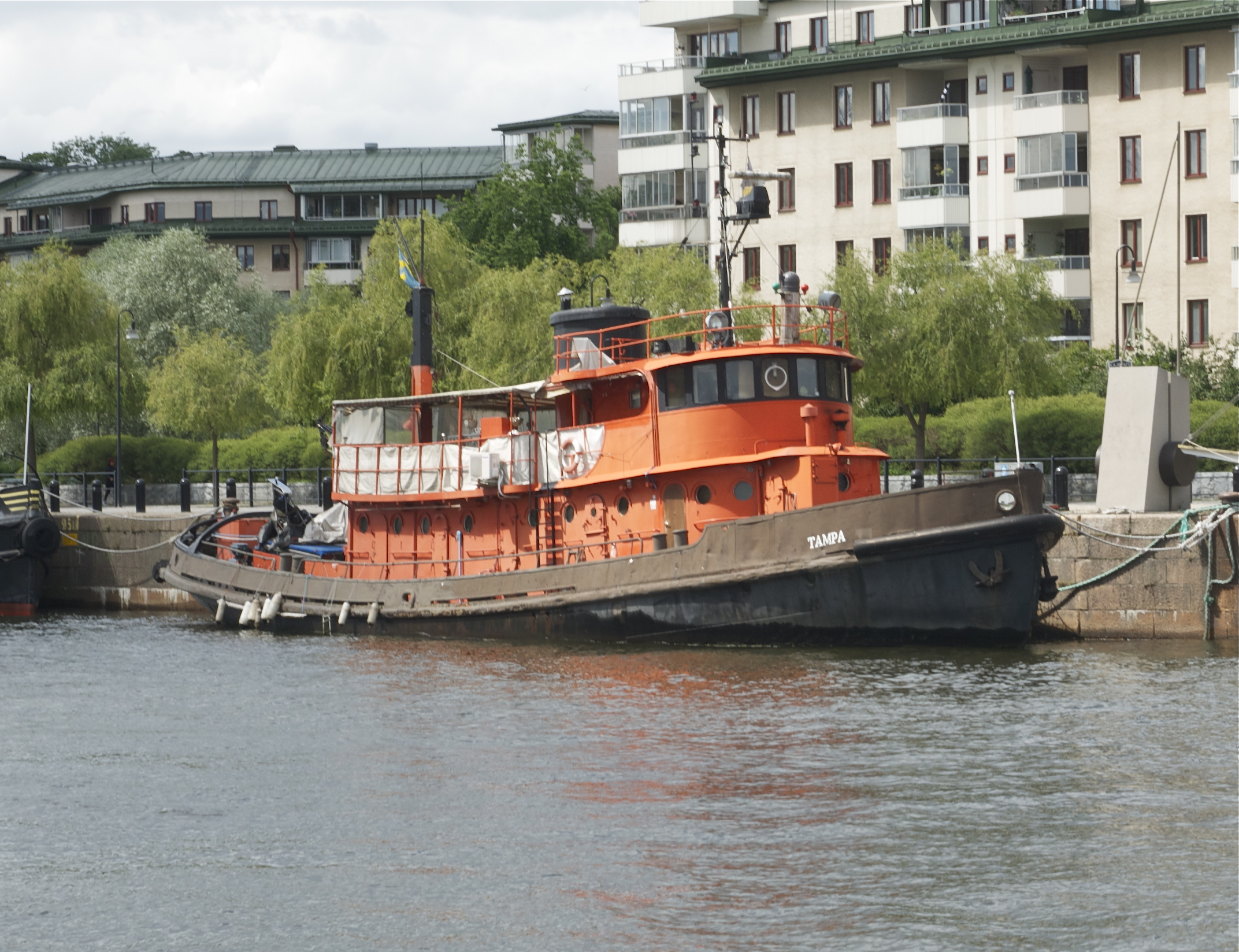
Tampa vid sin kajplats i Norra Hammarbyhamnen.

M/S Tampa, ursprungligen ST-742  (Small Tug 442), är en bogserbåt byggd 1944 i Florida för den amerikanska arméns räkning. 
Fartyget lämnade USA 19 september 1944 tillsammans med 13 andra bogserbåtar. Tre av båtarna sjönk på väg över Atlanten i det hårda vädret. Efter kriget köptes hon av den finska staten och fick namnet Perämeri. Det finska sjöfartsverket förlängde fartyget med åtta meter 1949 samt försåg skeppet med isförstärkt förskepp och lastrum.
Fartyget kom till Sundsvall 1990 och var till salu några år innan hon blev fritidsskepp 1994. Idag (2011) ligger hon i Norra Hammarbyhamnen. Bredvid ligger ett av hennes systerskepp, M/S Tiger.

## Tekniska data
- Byggmaterial: Stål
- Byggår: 1944 av Tampa Marine Corporation i Florida
- Storlek: 185 bruttoton.
- Längd över allt: 32 m.
- Bredd: 7 m.
- Största djup:3.1 m.
- Motor: Busch-Sulzer,
- Saint Louis, 800 hk
- Elverk: Två generatorer à 25 kW drivna av två Lister-dieslar
- Marschfart: 11 knop